# Altos do Sena
Altos do Sena (em francês:  Hauts-de-Seine) é um departamento da França, localizado na região Île-de-France. A sua capital é a cidade de Nanterre.

## Administração
Altos do Sena é composto de três arrondissements departamentais e 36 comunas :
- Arrondissement de Antony
  - Antony
  - Châtenay-Malabry
  - Sceaux
  - Bourg-la-Reine
  - Bagneux
  - Fontenay-aux-Roses
  - Le Plessis-Robinson
  - Clamart
  - Châtillon
  - Montrouge
  - Malakoff
  - Vanves

- Arrondissement de Boulogne-Billancourt
  - Issy-les-Moulineaux
  - Boulogne-Billancourt
  - Meudon
  - Sèvres
  - Chaville
  - Ville-d'Avray
  - Saint-Cloud
  - Marnes-la-Coquette
  - Vaucresson

- Arrondissement de Nanterre
  - Garches
  - Rueil-Malmaison
  - Suresnes
  - Puteaux
  - Nanterre
  - Colombes
  - La Garenne-Colombes
  - Bois-Colombes
  - Courbevoie
  - Neuilly-sur-Seine
  - Levallois-Perret
  - Clichy
  - Asnières-sur-Seine
  - Gennevilliers
  - Villeneuve-la-Garenne